# Mononoke
Mononoke (物の怪 (Vật Quái)) là những linh hồn báo thù (onryō), linh hồn chết (shiryō), linh hồn sống (ikiryō), hay những linh hồn trong văn học cổ điển Nhật Bản và tôn giáo dân gian được cho là làm những việc như chiếm hữu cá nhân và khiến họ đau khổ, gây bệnh hoặc thậm chí gây ra cái chết. Nó cũng là một từ đôi khi được sử dụng để chỉ yêu quái hoặc báo thù (henge, "chúng sinh đã thay đổi").

## Lịch sử

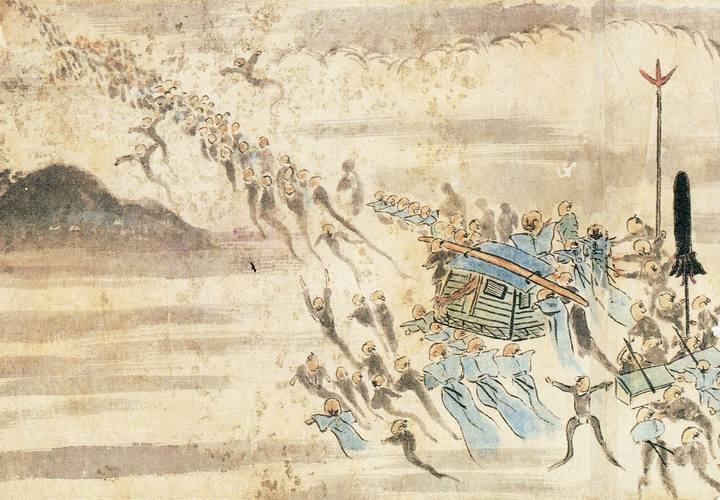
"Mononoke Kikyo no Koto" (物怪帰去の事) từ "Totei Bukkairoku" (稲亭物怪帰)

Mononoke Nhật Bản đến từ Trung Quốc là 物怪, và có những tuyên bố về chúng trong văn học Trung Quốc cổ đại như Sử ký Tư Mã Thiên và 原鬼, có những tuyên bố về điều này 物怪. Trong phần sau, có câu: "những người không có giọng nói cũng không có hình dạng là 鬼神 (thần phẫn nộ). Những người không thể có hình dạng hoặc giọng nói, và cũng không thể không có hình dạng hoặc giọng nói, là 物怪," và do chữ 物怪 của Trung Quốc thời đó được coi là một loại yōkai không thể nhìn thấy hoặc nghe thấy, và được cho là hiện tượng tự nhiên mà mọi người không hiểu với kiến thức của thời đó.
Sau đó, trong kỷ nguyên của Fujiwara sekke (五摂家, "Năm nhà nhiếp chính"), trái ngược với cách các gia đình quý tộc thời đó tự hào về vinh quang, họ có những tính cách tinh tế, và do sợ hãi trước những mối hận thù và sự trả thù của thời đại đã đánh bại, và vì những hiểu lầm về thời đại.  tương lai, nỗi sợ mononoke trở nên kích thích hơn. Lối sống bị khóa trong xã hội đế quốc lúc bấy giờ cũng thúc đẩy tâm trí quý tộc sợ hãi về mononoke. Theo cách này, bản thân mononoke được cho là linh hồn báo thù, và cuối cùng, ngoài các bệnh dịch, các trường hợp tử vong, bệnh tật và đau đớn đều được coi là do mononoke, và bản thân các bệnh cũng được gọi là mononoke. Hơn nữa, do khái niệm về nỗi sợ "mono", những thứ được cho là nguồn gốc của các căn bệnh, bản thân ikiryō và shiryō, cũng được cho là được gọi là mononoke.

## Thảo luận
- 朝倉治彦他編 (1963).  神話伝説辞典. 東京堂出版. ISBN 978-4-490-10033-4.
- 池田彌三郎 (1978) [1959].  日本の幽霊. 中公文庫. 中央公論社. ISBN 978-4-12-200127-5.
- 大藤時彦他 (1988). 相賀徹夫編 (biên tập).  日本大百科全書. Quyển 23. 小学館. ISBN 978-4-09-526023-5.
- 小林茂美他 (1986). 乾克己他編 (biên tập).  日本伝奇伝説大事典. 角川書店. ISBN 978-4-04-031300-9.
- 多田克己 (1990). 幻想世界の住人たち Iv 日本編 幻想世界の住人たち. Sự thật trong tưởng tượng. Quyển IV. 新紀元社. ISBN 978-4-915146-44-2.
- 服部敏良 (2006) [1975]. 王朝貴族の病状診断 王朝貴族の病状診断. 歴史文化セレクション. 吉川弘文館. ISBN 978-4-642-06300-5.